# Juego de las Estrellas de la Major League Soccer 2010
El Juego de las Estrellas 2010 de la Major League Soccer tuvo lugar el 28 de julio de 2010. Fue la 15.ª edición consecutiva, y consta de un partido de fútbol que reúne a los jugadores más destacados de la MLS. El equipo de las Estrellas MLS enfrentó al Manchester United de la Premiere League inglesa, en el séptimo Juego de las Estrellas dónde los mejores jugadores de la liga enfrentaron a un rival internacional. El partido fue transmitido en los Estados Unidos por ESPN2 en inglés y Galavision en español.
Manchester United pasó por encima del Equipo de las Estrellas MLS por 5 goles a 2, para convertirse en el primer equipo internacional en vencer a este combinado dentro del tiempo regular. (El equipo inglés Everton F.C ganó el Juego de Estrellas del 2009 por penales). Federico Macheda, delantero del United, anotó los dos primeros goles de su equipo y fue nombrado Jugador Más Valioso del partido.
El equipo Houston Dynamo, en conjunto con la MLS, anunció al Reliant Stadium como sede el 8 de septiembre de 2009. Don Garber, comisionado de la MLS, inclusive consideró la posibilidad de enfrentar al Equipo de las Estrellas con un equipo de México, dada la cercanía del país con Houston.

## Sede
Don Garber, comisionado de la MLS, anunció el 27 de julio de 2009 durante la celebración de la Semana de las Estrellas en una conferencia de prensa en el Hotel Canyons, de Park City, Utah, que Houston fue escogida como sede para el Juego de Estrellas de la MLS del 2010. Garber señaló que la liga se encontraba muy complacida por la efusiva concentración de aficionados en el área de Houston, y felicitó a la directiva del Houston Dynamo por sentar sus raíces en esa ciudad. Ambos factores hicieron de Houston la sede indicada para recibir el Juego de las Estrellas MLS.

"No creo que la gente realmente esperara que Houston, Texas, fuese una sede fuerte y poderosa para el mercado de la MLS, pero se ha convertido en una de las mejores".

El, en ese entonces, gerente general y presidente del Houston Dynamo, Oliver Luck, indicó que Houston sería la ciudad ideal para recibir el Juego de Estrellas por su diversidad cultural, que le convierte en un semillero de futbolistas:

"No puedo prometerles montañas como en Salt Lake City, tampoco temperaturas frescas y agradables, pero en Houston existe una gran concentración de aficionados, y todos están muy emocionados por la oportunidad de recibir  en su ciudad al Equipo de Estrellas de la MLS y a un equipo de clase mundial que vendrá a enfrentarlos".

El Juego de Estrellas de la MLS del 2010 fue el primero que se jugó en el estado de Texas.

## Votación para el Equipo de Estrellas de la MLS del 2010
Al igual que el año anterior, la elección de los jugadores para el equipo inicial constó de una votación en línea, abierta para todos los aficionados, que contó como 25% del valor total. El valor restante se repartió en la votación de entrenadores, jugadores y gerentes generales, con un valor de 25% cada una. El periodo para las votaciones se anunció sobre el inicio de la temporada 2010 de la MLS. De forma adicional a los resultados de las votaciones, el entrenador del Equipo de Estrellas de la MLS del 2010, Bruce Arena, junto con el comisionado Don Garber, eligieron a siete jugadores más para incluirlos a la plantilla.

## Plantilla Inactiva
Además de la plantilla de 25 jugadores disponibles para participar en el partido, la MLS anunció 7 estrellas inactivas: Los porteros Jimmy Nielsen (Kansas City) y Kasey Keller (Seattle Sounders), los mediocampistas Joel Lindpere (New York Red Bulls), Robbie Rogers (Columbus Crew) y Freddie Ljungberg (Seattle Sounders), y los delanteros Fredy Montero (Seattle Sounders) y Conor Casey (Colorado Rapids).

## Plantillas

### MLS
El cuadro inicial fue anunciado el martes 13 de julio de 2010, pero el mediocampista Kyle Beckerman el cual tuvo que ser reemplazado debido a una lesión y otros 13 jugadores fueron agregados a la plantilla el 19 de julio.
Los nombres en negritas indican que el jugador formó parte del cuadro inicial.

### Manchester United
El Manchester United anunció su plantilla el 9 de julio de 2010.
Nota: Las posiciones de los jugadores no están marcadas por las posiciones que jugaron durante el partido, sino por las indicadas en la cédula del Manchester United.

## Partido
| 28 de julio de 2010 | MLS All-Stars              | 2–5     | Manchester United                                            | Reliant Stadium, Houston, Texas,                           |                                                            |
| 20:00 CDT           | Ching 64' · De Rosario 90' | Reporte | Macheda 1', 13' · Gibson 70' · Cleverley 73' · Hernández 84' | Asistencia: 70,728 espectadores Árbitro(s): Jorge Gonzalez | Asistencia: 70,728 espectadores Árbitro(s): Jorge Gonzalez |

|  |  |

| PO          | 1  | Donovan Ricketts           |     | 45' |
| LD          | 30 | Kevin Alston               |     | 74' |
| DFC         | 3  | Jámison Olave              |     | 45' |
| DFC         | 8  | Chad Marshall              |     | 63' |
| LI          | 6  | Heath Pearce               |     | 74' |
| MD          | 19 | Sébastien Le Toux          |     | 45' |
| MC          | 11 | Javier Morales             |     | 63' |
| MC          | 21 | Shalrie Joseph             |     | 74' |
| MC          | 7  | Guillermo Barros Schelotto |     | 45' |
| MI          | 16 | Marco Pappa                |     | 45' |
| DC          | 9  | Juan Pablo Ángel (c)       |     | 45' |
| Suplentes:  |    |                            |     |     |
| PO          | 18 | Nick Rimando               |     | 45' |
| DEF         | 4  | Omar Gonzalez              |     | 45' |
| DEF         | 22 | Wilman Conde               | 69' | 63' |
| MED         | 2  | Jeff Larentowicz           |     | 45' |
| MED         | 15 | Bobby Convey               |     | 45' |
| MED         | 17 | Dwayne De Rosario          |     | 74' |
| MED         | 20 | David Ferreira             |     | 45' |
| MED         | 24 | Brad Davis                 |     | 74' |
| DEL         | 10 | Landon Donovan             |     | 74' |
| DEL         | 14 | Edson Buddle               |     |     |
| DEL         | 25 | Brian Ching                |     | 45' |
| DEL         | 99 | Jaime Moreno               |     | 63' |
| Entrenador: |    |                            |     |     |
| Bruce Arena |    |                            |     |     |

| PO                | 1  | Edwin van der Sar |     |     |
| LD                | 21 | Rafael            |     |     |
| DFC               | 6  | Wes Brown         |     |     |
| DFC               | 23 | Jonny Evans       | 53' |     |
| LI                | 20 | Fábio             |     | 72' |
| MD                | 26 | Gabriel Obertan   |     | 23' |
| MC                | 24 | Darren Fletcher   |     |     |
| MC                | 22 | John O'Shea       |     |     |
| MI                | 17 | Nani              |     | 63' |
| DC                | 27 | Federico Macheda  |     | 63' |
| DC                | 11 | Ryan Giggs (c)    |     | 51' |
| Suplentes:        |    |                   |     |     |
| PO                | 29 | Tomasz Kuszczak   |     |     |
| PO                | 40 | Ben Amos          |     |     |
| DEF               | 12 | Chris Smalling    |     |     |
| DEF               | 30 | Ritchie De Laet   |     |     |
| MED               | 13 | Park Ji-Sung      |     |     |
| MED               | 18 | Paul Scholes      |     | 72' |
| MED               | 28 | Darron Gibson     |     | 51' |
| MED               | 31 | Corry Evans       |     |     |
| MED               | 35 | Tom Cleverley     |     | 23' |
| DEL               | 9  | Dimitar Berbatov  |     |     |
| DEL               | 14 | Javier Hernández  |     | 63' |
| DEL               | 19 | Danny Welbeck     |     | 63' |
| DEL               | 32 | Mame Biram Diouf  |     |     |
| Entrenador:       |    |                   |     |     |
| Sir Alex Ferguson |    |                   |     |     |

| Jugador Más Valioso: Federico Macheda (Manchester United) |